# ديفيد هيمان
ديفيد هيمان (بالإنجليزية: David Heyman)‏ (و. 1961  م) هو منتج أفلام بريطاني، ولد في لندن.

## التعليم
تعلم في جامعة هارفارد، ومدرسة وستمنستر.

## أعماله
أنتج هيمان العديد من الأفلام، من بينها:
- هاري بوتر وحجر الفيلسوف
- هاري بوتر وحجرة الأسرار
- هاري بوتر وسجين أزكابان
- هاري بوتر وكأس النار
- هاري بوتر وجماعة العنقاء
- أنا أسطورة
- الضوضاء البيضاء
- السيرك الليلي

## وصلات خارجية
- ديفيد هيمان على موقع IMDb (الإنجليزية)
- ديفيد هيمان على موقع روتن توميتوز (الإنجليزية)
- ديفيد هيمان على موقع ألو سيني (الفرنسية)
- ديفيد هيمان على موقع بوكس أوفيس موجو (الإنجليزية)
- ديفيد هيمان على موقع ديسكوغز (الإنجليزية)
- ديفيد هيمان على موقع قاعدة بيانات الفيلم (الإنجليزية)

- ديفيد هيمان في قاعدة بيانات الأفلام على الإنترنت